# Barbatula compressirostris
Barbatula compressirostris és una espècie de peix de la família dels balitòrids i de l'ordre dels cipriniformes.
És un peix d'aigua dolça, demersal i de clima temperat, el qual viu a la conca del riu Khovd (Mongòlia i, possiblement també, Rússia).
És inofensiu per als humans.